# رنو پی‌آر ۱۰۰
رنو پی‌آر ۱۰۰ (انگلیسی: Renault PR100) یک اتوبوس تک طبقه فرانسوی بود که در اصل توسط برلیه در سال ۱۹۷۱ ساخته و به بازار عرضه شد و پس از ادغام برلیه در رنو ویکولس با نشان رنو فروخته شد. 